# 親緣地理學
親緣地理學（英文：phylogeography）又称亲缘地理学或系統地理學，是用物种或种群的地理分布来预测生物的系統發生并进行比较研究的一门交叉学科，研究内容包括种内遗传系谱、近缘种系地理分布格局和规律以及影响其地理分布的机制。不同於经典的群体遗传学和系统发生学，親緣地理學更注重於生物地理历史的研究。

## 参阅
- 莱西·诺尔斯（英语：Lacey Knowles）
- 边域物种形成（英语：Peripatric speciation）
- 景观遗传学（英语：Landscape genetics）和景观基因组学（英语：Landscape genomics）
- 群体遗传学和群体基因组学

## 備註
1. ↑  這裡是系统發生生物地理学的简称，属於遗传学和生态学名词，不同於地理学上的系統地理學（英文：systematic geography）。